# Ghislain Lafont
Pour les articles homonymes, voir Lafont.
Ghislain Lafont, né le 13 février 1928 à Paris et mort le 11 mai 2021, à Saint-Léger-Vauban dans l'Yonne, est un théologien français, moine bénédictin de l'abbaye de la Pierre-Qui-Vire. 
Il entre à l’abbaye bénédictine de La Pierre-qui-vire à l’âge de 17 ans, en 1945,.
Il est professeur émérite de théologie à Rome (à l'Université pontificale grégorienne et à l'Athénée pontifical Saint-Anselme).

## Publications
- Peut-on connaître Dieu en Jésus-Christ ?, Cerf, 1969[8],[9]
- Des moines et des hommes, Stock, 1975
- Dieu, le temps et l'être', Cerf, 1986[10],[11]
- Histoire théologique de l'Église catholique : itinéraire et formes de la théologie, Cerf, coll. « Cogitatio fidei » (no 179), 1994[12],[13]
- Imaginer l'Église catholique, Cerf, 1995[14]
- Structures et méthode dans la « Somme théologique » de saint Thomas d'Aquin, Desclée de Brouwer, coll. « Textes et Etudes théologiques », 1961[15]
- La sagesse et la prophétie : modèles théologiques, Cerf, 1999
- Eucharistie : le repas et la parole, Cerf, 2001[16]
- Jésus, un pauvre parmi les pauvres. Une lecture de l'évangile de saint Matthieu, 2002[17]
- Promenade en théologie, Lethielleux, 2003
- Que nous est-il permis d'espérer ?, Cerf, 2009[18],[19]
- L’Église en travail de réforme. Imaginer l’Église catholique, t. II, Cerf, coll. « Théologies », 2011[20]
- Le catholicisme autrement ?', Cerf, 2022